# Дхармапала
Дхармапа́ла (санскр. धर्मपाल dharmapāla; пали dhammapāla; тиб. ཆོས་སྐྱོང་, Вайли: chos-skyong, тиб. пиньинь: Qögyong, чокьёнг; кит. трад. 護法神, упр. 护法神, пиньинь hùfǎshén, хуфашэнь, яп. 護法善神 гохо:дзэндзин, — «защитник дхармы»; монг. сахиус, бур. сахюусан — «защитник, хранитель») — гневное божество в буддийской мифологии, защищающее Учение и каждого отдельного буддиста.
Группа дхармапал в пантеоне разграничена нечётко, среди них нередко перечисляются идамы, дакини и местные божества народов, у которых распространялся буддизм.

## Тибетско-монгольская традиция
В Тибете наряду с калькированным термином «дхармапала» — чокьёнг (тиб. ཆོས་སྐྱོང་, Вайли chos-skyong), употребляют «драгшед» (тиб. དྲག་གཤེད, Вайли drag-gshed), переводимый как «ужасный, гневный палач», от которого происходит монгольский термин «докшит». Также дхармапал именуют ангелами-хранителями.
В монгольской традиции количество докшитов было вариативным: от 4 до 10. Самыми известными были Охин-тенгри, Джамсаран, Шара Дар-эхе, Эрлик-хан (Яма), Очирвани.

## Происхождение
В буддийской мифологии имеются легенды о том, как демоны магической силой святых были обращены в дхармапал. Так, Падмасамбхава покорил множество божеств тибетской религии бон, которые до этого препятствовали распространению буддизма в Тибете.

## Ритуалы
Культ дхармапал выражен в ритуальных костюмированных представлениях цам, в которых монахи-танцоры надевают деревянные маски божеств c париками и изображают их подвиги. Эти представления-мистерии приурочены к празднованию буддийского нового года и отдалённо напоминают китайский танец льва. Танцы исполняются под музыкальное сопровождение на открытом воздухе, чаще во дворе монастыря или храма. Вне праздников поклонения драхмапалам выражаются в мантрах и подношениях их изображениям (танка) в посвящённых им храмах (бур. Сахюусан-сумэ).

## Иконография
Иконография дхармапал корнями уходит в индийское религиозное искусство, в культ танцующего многорукого бога Шивы и его супруги Кали. Божества изображаются низкорослыми, мускулистыми, их оскаленные пасти готовы проглотить врагов веры, их злобные лица выражают отвращение к мирским благам, их могучие мускулы означают способность победить зло. Они все трёхглазы, причем глаза их широко раскрыты и налиты кровью.

## Классификация
Первоначально выделяли четырёх дхармапал — хранителей четырёх сторон света:
- Вирупакша — красный, Запад,
- Вайшравана — жёлтый, Север,
- Вирудхака — синий, Юг,
- Дхритараштра (Белый Махакала, Гонгор) — белый, Восток.

Некоторые исследователи предлагают разделить дхармапал на две подгруппы (кшетрапалы и локапалы), однако и в этом случае за пределами классификации остаётся некоторое число дхармапал.
Классический тибетский список содержит имена 8 дхармапал:
|  | Имя          | Синоним                                  | Цвет        | Атрибуты                                           |
|  | ------------ | ---------------------------------------- | ----------- | -------------------------------------------------- |
|  | Ямантака     | Shinje Shed                              | тёмно-синий | рога                                               |
|  | Хаягрива     | Tamdrin, Дамдин                          | красный     | тигровая юбка, корона из 5 черепов                 |
|  | Махакала     | Nagpo Chenpo                             | тёмно-синий | тигровая юбка, корона из 5 черепов                 |
|  | Палдэн Лхамо | Шри Деви, Охин-Тэнгри                    | тёмно-синий | три глаза, тигровая юбка, корона из 5 черепов, мул |
|  | Джамсаран    | Prana Atma, Begtse                       | красный     | три глаза, корона из 5 черепов,                    |
|  | Кубера       | Намсарай, Виттешвара, Вайшравана         | белый       | два глаза, знамя, белый лев, мангуст               |
|  | Яма          | Чойджал, Номун Хан, Эрлик                | тёмно-синий | голова быка, рога, три глаза                       |
|  | Пехар        | Махапанчараджа, Белый Брахма, Таван хаан | белый       | птичья голова                                      |

Также к числу дхармапал относят Экаджати и Ваджрасадху.